# Antonio Alatorre
Antonio Alatorre Chávez (Autlán de Navarro, Jalisco, 25 de julio de 1922-Ciudad de México, 21 de octubre de 2010) fue un escritor, filólogo, crítico literario, traductor y novelista mexicano.
Respetado académico, sigue siendo reconocido por sus influyentes ensayos académicos sobre la literatura en español y por su libro Los 1001 años de la lengua española,

obra de divulgación publicada en 1979 que pretende dar a conocer de una manera amena, sencilla y relativamente breve la historia del idioma español.

## Primeros años y estudios
Alatorre, nacido en Autlán de Navarro, Jalisco, cursó la escuela secundaria en un seminario católico a finales de los años treinta, donde aprendió latín, griego, francés e inglés.
En 1943 comenzó la carrera de derecho en la Universidad de Guadalajara, que abandonaría en 1944 para estudiar literatura de 1947 a 1950 en la Universidad Nacional Autónoma de México y filología en El Colegio de México, institución pública donde fue discípulo de Raimundo Lida.
Alatorre continuó sus estudios en Francia con profesores de la talla de Raymond Lebergue y Marcel Bataillon, y en España .

## Vida profesional
A partir de 1951, Alatorre ejerció un puesto como profesor e investigador en El Colegio de México, y desde 1953 y hasta 1972 dirigió el Centro de Estudios Filológicos (posteriormente llamado Centro de Estudios Lingüísticos y Literarios) de dicha institución. También en esta época editó y dirigió la Nueva Revista de Filología Hispánica.
Alatorre obtuvo la beca Guggenheim en 1960. Fue galardonado con el Premio Jalisco de Literatura en 1994 y con el Premio Nacional de Ciencias y Artes en el área de Lingüística y Literatura en 1998. Fue asimismo nombrado miembro de El Colegio Nacional el 26 de junio de 1981 y miembro honorario de la Academia Mexicana de la Lengua el 13 de septiembre de 2001.
A lo largo de su vida ejerció la crítica literaria y la traducción, vertiendo al español más de treinta libros del latín, francés (entre ellos el monumental Erasmo y España, de Bataillon), inglés, alemán, portugués e italiano.

## Revistas
Además de la Nueva Revista de Filología Hispánica (NRFH), Alatorre fue editor, junto con Juan Rulfo y Juan José Arreola, de la revista Pan  (Guadalajara, 1945) y de Historia Mexicana (El Colegio de México, 1952-1959). Codirigió la Revista Mexicana de Literatura (1958-1960) y participó también en Diálogos, Vuelta, Pauta, Biblioteca de México, Nexos, Paréntesis y Letras Libres.[cita requerida]

## Novela póstuma
Entre sus papeles póstumos, apareció una novela en la que había estado trabajando largos años, titulada La migraña, que se publicó (con el consentimiento de sus hijos, fruto de su primer matrimonio, con Margit Frenk Freund) en 2012. La obra, de trasfondo autobiográfico, está ambientada en un seminario y es una novela iniciática o de formación, en la que se narra el final de la inocencia del personaje principal, que en esta institución religiosa sufrirá una crisis de fe absoluta y tomará conciencia de su propio cuerpo. Aunque no es una novela donde lo sexual (ni la homosexualidad) se traten de manera explícita, los estudiosos han subrayado su presencia indudable e implícita. Así lo analiza el estudioso David Huerta:

No creo exagerar si señalo en esta novela una ilustración parcial del viejo tema de las “edades del hombre”. Aquí se abordan dos de esas edades: la adolescencia o el fin de la infancia y la primera juventud; […] El nacimiento de un hombre joven gracias al asalto refulgente de la migraña significa, en estas páginas, también el nacimiento de un ateo: el sacerdote católico en ciernes del seminario de Tlalpan se transforma en un descreído absoluto. […] El otro tema es el nacimiento de un cuerpo diferente para un mismo individuo, experiencia común de quienes maduran y, además, tienen conciencia de esa transformación: no solamente el cuerpo de un hombre joven contrastado con el cuerpo adolescente, sino más específicamente el cuerpo de un homosexual; de nuevo: ese nacimiento no está explicitado en la novela de Alatorre pero en sus páginas ese tema está como grabado en filigrana para quien desee verlo. Las escenas del baño en el seminario, en la parte final del libro, son lo bastante diáfanas, me parece, para llegar a esta interpretación.
David Huerta, Revista de la Universidad de México.

## Vida familiar y muerte
Fue esposo primero de la filóloga mexicana Margit Frenk Freund, con quien tuvo tres hijos: Silvia, Gerardo y Claudio. Silvia Alatorre Frenk obtuvo en 2004 el doctorado en ciencias en el Cinvestav, en la especialidad en "matemática educativa", con una tesis acerca del "razonamiento proporcional". Alatorre se divorció de Margit Frenk en 1975. Mantuvo una relación con Miguel Ventura durante casi 38 años. Falleció en su casa, en la Colonia Las Águilas de la Ciudad de México, el jueves, 21 de octubre de 2010, a causa de un paro respiratorio.

## Obras
- Juana de Asbaje de Amado Nervo (Introducción y edición). Consejo Nacional para la Cultura y las Artes.
- Los 1001 años de la lengua española. 1a ed., 1979; 2a ed., 1989; 3a ed., México: Fondo de Cultura Económica. 2002.[19][20]
- Enigmas ofrecidos a la casa del placer de Sor Juana Inés de la Cruz (edición comentada). El Colegio de México, 1994.
- Ensayos sobre crítica literaria. Centro Nacional para la Cultura y las Artes (CNCA), México, 1994.
- El apogeo del castellano. Fondo de Cultura Económica. México, 1996.
- Sor Juana Inés de la Cruz, Obras completas, t. I, 2a ed. (Introducción, edición y notas de Antonio Alatorre). México: FCE, 2009.
- "El heliocentrismo en el mundo de habla española" en Galileo: su tiempo, su obra y su legado, Luis Felipe Rodríguez y Silvia Torres Castilleja (Compiladores), El Colegio Nacional, México, 2009
- Fiori di sonetti / Flores de sonetos (Introducción y edición). México: Aldus/ Colmex, 2001; 2a ed., 2009.
- El Brujo de Autlán, México: Aldvs, 2001; 2a ed. en coedición con el Centro Universitario de la Costa Sur de la Universidad de Guadalajara, 2010.
- El sueño erótico en la poesía española de los siglos de oro. México: Fondo de Cultura Económica, 2003.
- Cuatro estudios sobre arte poética México: El Colegio de México, 2007.
- Sor Juana a través de los siglos. 1668-1910, 2 tomos, UNAM/ Colnal/ Colmex, México, 2007.
- El heliocentrismo en el mundo de habla española, Fondo de Cultura Económica. México, 2011

## Traducciones
- Bataillon, Marcel. Erasmo y España. Estudios sobre la historia espiritual del siglo XVI, traducción del francés corregida y aumentada por Antonio Alatorre. Fondo de Cultura Económica. México, 1950. (Una segunda edición de este libro salió en Madrid en 1964.)
- Curtius, E. R. Literatura europea y Edad Media Latina (dos tomos), traducción del alemán de Antonio Alatorre y Margit Frenk. Fondo de Cultura Económica. México, 1975.
- Chevalier, Francois. La formación de los latifundios en México, traducción del francés de Antonio Alatorre. Problemas Agrícolas e Industriales de México. México, 1956. Fondo de Cultura Económica. México, 1976.
- Freire, Paulo. Cartas a Guinea-Bissau. Apuntes de una experiencia pedagógica en proceso, traducción del portugués de Antonio Alatorre. siglo XXI. Madrid, 1977.
- Gerbi, Antonello. La disputa del Nuevo Mundo 1750-1900, segunda edición, corregida y aumentada, prólogo y traducción de Antonio Alatorre, Fondo de Cultura Económica. México, 1983.
- ———. La naturaleza de las Indias Nuevas (de Cristóbal Colón a Gonzalo Fernández de Oviedo), traducción de Antonio Alatorre. Fondo de Cultura Económica. México, 1978.
- Highet, G. La tradición clásica. Influencias griegas y romanas en la literatura occidental (dos tomos), traducción del inglés de Margit Frenk y Antonio Alatorre. Fondo de Cultura Económica. México, 1954.
- Humphreys, Robert Arthur. William Robertson y su historia de América, traducción de Antonio Alatorre. Instituto Panamericano de Geografía e Historia, 1958.
- King, Willard F. Juan Ruiz de Alarcón, letrado y dramaturgo. Su mundo mexicano y español, traducción y edición de Antonio Alatorre. El Colegio de México. 1989.
- Lacan, Jacques. De la psicosis paranoica en su relación con la personalidad, traducción del francés de Antonio Alatorre, siglo XXI, 1976.
- Las "Heroidas" de Ovidio y su huella en las letras españolas, traducción al español y notas de Antonio Alatorre. UNAM. México, 1950. (Una nueva edición "muy corregida"fue publicada por la Secretaría de Educación Pública de México en 1987).
- Machado de Asís, J. M. Memorias póstumas de Blas Cubas, traducción del portugués de Antonio Alatorre. Fondo de Cultura Económica. México, 1951.
- Pereida Graáa Aranha, José. Canáan, traducción y notas de Antonio Alatorre. Fondo de Cultura Económica. México, 1954.
- Rodríguez, José Honorio. Historiografía del Brasil, siglo XVI, traducción del portugués de Antonio Alatorre. Instituto Panamericano de Geografía e Historia, 1957.
- ———. Historiografía del Brasil, siglo XVIII, traducción del portugués de Antonio Alatorre. Instituto Panamericano de Geografía e Historia, 1963.
- Sapir, Edward. El lenguaje. Introducción al estudio del habla, traducción del inglés por Margit Frenk y Antonio Alatorre. Fondo de Cultura Económica. México, 1954. (Hay ocho ediciones posteriores de este libro).
- Sarrailh, Jean. La España ilustrada de la segunda mitad del siglo XVIII, traducción del francés de Antonio Alatorre. Fondo de Cultura Económica. México, 1957.
- Varios autores. Portugal en revolución, traducción del portugués de Antonio Alatorre. siglo XXI, 1977.
- Warren, Howard Crosley, Diccionario de psicología, traducción de Antonio Alatorre con E. Imaz y L. Alaminos, tercera edición. Fondo de Cultura Económica. México, 1948.
- Wedgwood, Cicely Verónica. Guillermo el taciturno. Guillermo de Nassau, Príncipe de Orange, 1533-1584, traducción de Antonio Alatorre y J. Diez-Canedo. Fondo de Cultura Económica. México, 1947.
- Williams, George H. La Reforma radical, traducción del inglés de Antonio Alatorre. Fondo de Cultura Económica. México, 1983.
- Zavala, Silvio. Programa de historia de América en la Época colonial, traducción de Antonio Alatorre. Instituto Panamericano de Geografía e Historia, 1961.